# New World Orphans
New World Orphans è il settimo album in studio del gruppo musicale statunitense Hed P.E., pubblicato nel 2007.

## Tracce
1. New World Intro – 1:01
2. Live or Die Free – 1:58
3. Bloodfire – 2:48
4. Ordo (ab Chao) – 2:42
5. Stay Ready (featuring The Dirtball) – 4:15
6. Family – 2:47
7. Stepping Stone – 3:14
8. Renegade – 3:29
9. Everything All the Time – 3:03
10. Mortgage Crisis Intro – 0:20
11. Middle Class Blues – 1:44
12. Flesh and Blood – 4:18
13. Nibiru Intro – 0:30
14. Planet X – 3:44
15. Higher Ground (featuring Kottonmouth Kings) – 3:57
16. A Soldiers Intro – 0:12
17. Tow the Line – 3:59
18. Self Aware – 3:09
19. Lost History Intro – 0:23
20. This Love – 3:06

## Formazione
- Jahred Gomes - voce
- Mawk (Mark Young) - basso
- Jaxon (Jaxon Benge) - chitarra
- Doug «DJ Product © 1969» Boyce - turntablism
- Tiny Bubz - batteria, percussioni